# Joel Grey
Pour les articles homonymes, voir Grey.
Joel Grey, né Joel Katz, est un acteur américain, né le 11 avril 1932 à Cleveland, Ohio (États-Unis).

## Biographie
Il est le fils du comédien et musicien yiddish Mickey Katz et le père de l'actrice Jennifer Grey.
Il obtient en 1972 l'Oscar du Meilleur Second Rôle pour son incroyable prestation du maître de cérémonie dans Cabaret. Il est l'un des sept seuls acteurs qui ont obtenu à la fois un Tony Award et l'Oscar du meilleur acteur dans un second rôle pour le même rôle.
Il participe aux films : Buffalo Bill et les Indiens, Sherlock Holmes attaque l'Orient Express, Remo sans arme et dangereux, Kafka, Dancer in the Dark et Choke.
Joel Grey se produit en 2004 dans la comédie musicale Wicked à Broadway.
Il joue des rôles récurrents dans des séries télévisées : Doc en 2001 dans Buffy contre les vampires et Arvin Clone (le clone d'Arvin Sloane) en 2004 dans Alias.
Il fait des apparitions dans les séries : Dallas, Au-delà du réel : L'aventure continue, Star Trek : Voyager, New York, section criminelle, Dr House et Grey's Anatomy.
En janvier 2015, à l'âge de 82 ans, Joel Grey a fait son coming out gay, dans une interview accordée au magazine américain People.

## Filmographie

### Cinéma
- 1952 : About Face, de Roy Del Ruth
- 1957 : Calypso Heat Wave, de Fred F. Sears
- 1961 : Le Rendez-vous de septembre, de Robert Mulligan
- 1972 : Cabaret, de Bob Fosse
- 1974 : Man on a Swing, de Frank Perry
- 1976 : Buffalo Bill et les Indiens (Buffalo Bill and the Indians, or Sitting Bull's History Lesson), de Robert Altman
- 1976 : Sherlock Holmes attaque l'Orient Express (The Seven-Per-Cent Solution), d'Herbert Ross
- 1985 : Remo sans arme et dangereux (Remo Williams: The Adventure Begins), de Guy Hamilton
- 1991 : Kafka, de Steven Soderbergh
- 1993 : La Musique du hasard (The Music of Chance), de Philip Haas
- 1994 : The Dangerous, de Maria Dante et Rod Hewitt
- 1995 : Venus Rising, de Leora Barish et Edgar Michael Bravo
- 1996 : My Friend Joe, de Chris Bould
- 1996 : The Empty Mirror (en), de Barry J. Hershey
- 2000 : The Fantasticks, de Michael Ritchie
- 2000 : Dancer in the Dark de Lars von Trier
- 2008 : Choke de Clark Gregg

### Télévision
- 1954 : Kraft Television Theatre, de Fielder Cook (série télévisée) (épisode Forty Weeks of Uncle Tom)
- 1956 : Producers' Showcase (série télévisée) (épisode Jack and the Beanstalk)
- 1957 : Telephone Time, d'Arthur Hiller (série télévisée) (épisode The Intruder)
- 1957 : December Bride (série télévisée) (épisode Vallee's Protoge)
- 1958 : The Court of Last Resort (série télévisée) (épisode The Todd-Loomis Case)
- 1958 : Les Quatre Filles du docteur March (Little Women), de William Corrigan (TV)
- 1959 : Maverick, de Roy Huggins (série télévisée) (épisode Full House)
- 1960 : Bronco (série télévisée) (épisode The Masquerade)
- 1960 : Surfside 6 (en) (série télévisée) (épisode The Clown)
- 1960 : Lawman (série télévisée) (épisodes The Salvation of Owny O'Reilly, The Return of Owny O'Reilly et Owny O'Reilly, Esq.)
- 1961 : Westinghouse Playhouse (série télévisée) (épisode Nanette's Teenage Suitor)
- 1961 : 77 Sunset Strip, de Roy Huggins (série télévisée) (épisode Open and Close in One)
- 1966 : Vacation Playhouse, de Richard Crenna (série télévisée) (épisode My Lucky Penny)
- 1970 : George M! (TV)
- 1971 : L'Homme de fer, de Don McDougall (série télévisée) (épisode Killing at the Track)
- 1972 : Night Gallery, de John Newland (série télévisée) (épisode There Aren't Any More McBanes)
- 1972 : Man on a String, de Joseph Sargent (TV)
- 1974 : Twas the Night Before Christmas, de Jules Bass et Arthur Rankin Jr. (TV)
- 1975 : Paddington, de Barry Leith (série télévisée)
- 1982 : The Yeomen of the Guard, de Dave Heather (TV)
- 1987 : Queenie, de Larry Peerce (TV)
- 1991 : Matlock, de Robert Scheerer (série télévisée) (épisode La Critique)
- 1991 : Dallas, de David Jacobs (feuilleton TV) (épisode Le voyage)
- 1991 : Marilyn et moi (Marilyn and Me), de John Patterson (TV)
- 1992 : Brooklyn Bridge (série télévisée) (épisodes The Last Immigrant et In a Family Way)
- 1995 : The Wizard of Oz in Concert: Dreams Come True, de Louis J. Horvitz et Darrell Larson
- 1995 : Star Trek : Voyager, de Winrich Kolbe (série télévisée) (épisode Résistance)
- 1999 : Just Deserts, de Dan Lerner (TV)
- 1999 : La Nuit des fantômes (A Christmas Carol), de David Hugh Jones (TV)
- 1999 : Au-delà du réel : L'aventure continue (The Outer Limits), de Brad Turner (série télévisée) (épisode L'Essence de la vie)
- 2000 : Au-delà du réel : L'aventure continue (The Outer Limits), d'Helen Shaver (série télévisée) (épisode Simon)
- 2001 : Les Anges du bonheur (Touched by an Angel), de John Masius (série télévisée) (épisodes Les voies du Seigneur sont impénétrables et La chorale des anges)
- 2001 : Les Chroniques de San Francisco (Further Tales of the City), de Pierre Gang (feuilleton TV)
- 2001 : Buffy contre les vampires (Buffy the Vampire Slayer), de Marti Noxon (série télévisée) (épisode Pour toujours)
- 2001 : Buffy contre les vampires (Buffy the Vampire Slayer), de David Solomon (série télévisée) (épisode Sans espoir)
- 2001 : Buffy contre les vampires (Buffy the Vampire Slayer), de Joss Whedon (série télévisée) (épisode L'apocalypse)
- 2001 : On the Edge, d'Anne Heche (TV) (segment Reaching Normal)
- 2003 : 111 Gramercy Park (TV)
- 2003 : Oz, de Tom Fontana (série télévisée)
- 2003 : New York, section criminelle (Law & Order: Criminal Intent), de Darnell Martin (série télévisée) (épisode Mauvaise carte)
- 2005 : Preuve à l'appui, de Tim Kring (série télévisée) (épisode Forget Me Not)
- 2005 : Alias, de Kevin Hooks (série télévisée) (épisode Haute voltige)
- 2005 : Alias, de Greg Yaitanes (série télévisée) (épisode Sloane & Sloane)
- 2005 : Alias, de Jennifer Garner (série télévisée) (épisode L'Orchidée sauvage)
- 2006 : Dr House (House M.D.), de Laura Innes (série télévisée) (épisode Informed Consent)
- 2007 : Brothers & Sisters : Dr Jude Bar-Shalom (série télévisée)
- 2008 : Private Practice (spin off de Grey's Anatomy ) : Alexander Ball
- 2009 : Grey's Anatomy, de Shonda Rhimes (série télévisée)
- 2013 : Warehouse 13, de Jane Espenson et D. Brent Mote (série télévisée)
- 2022 : The Old Man : Morgan Bote

## Distinctions
- Oscar du meilleur acteur dans un second rôle en 1972 pour Cabaret.
- Golden Globe Award : Meilleur acteur dans un second rôle en 1973 pour Cabaret.